# Sarykopa
Sarykopa (ros. Сарыкопа) – słone jezioro w północno-zachodnim Kazachstanie, w południowej części Bramy Turgajskiej. Powierzchnia – 336 km², rozciągłość N-S – 53 km, głębokość – zmienna. Reżim śnieżny. Największy dopływ – Teke. Przez jezioro przepływa rzeka Saryozen (dopływ Turgaju). Wschodni brzeg płaski, zachodni – o wysokości 5–10 m. Jezioro składa się z kilku zbiorników, połączonych przesmykami.